# دوربالی
دوربالی شهری  در چاد است که در Chari-Baguirmi Region واقع شده‌است. دوربالی ۱۷٬۶۸۲ نفر جمعیت دارد.